# Ścieg igłowy

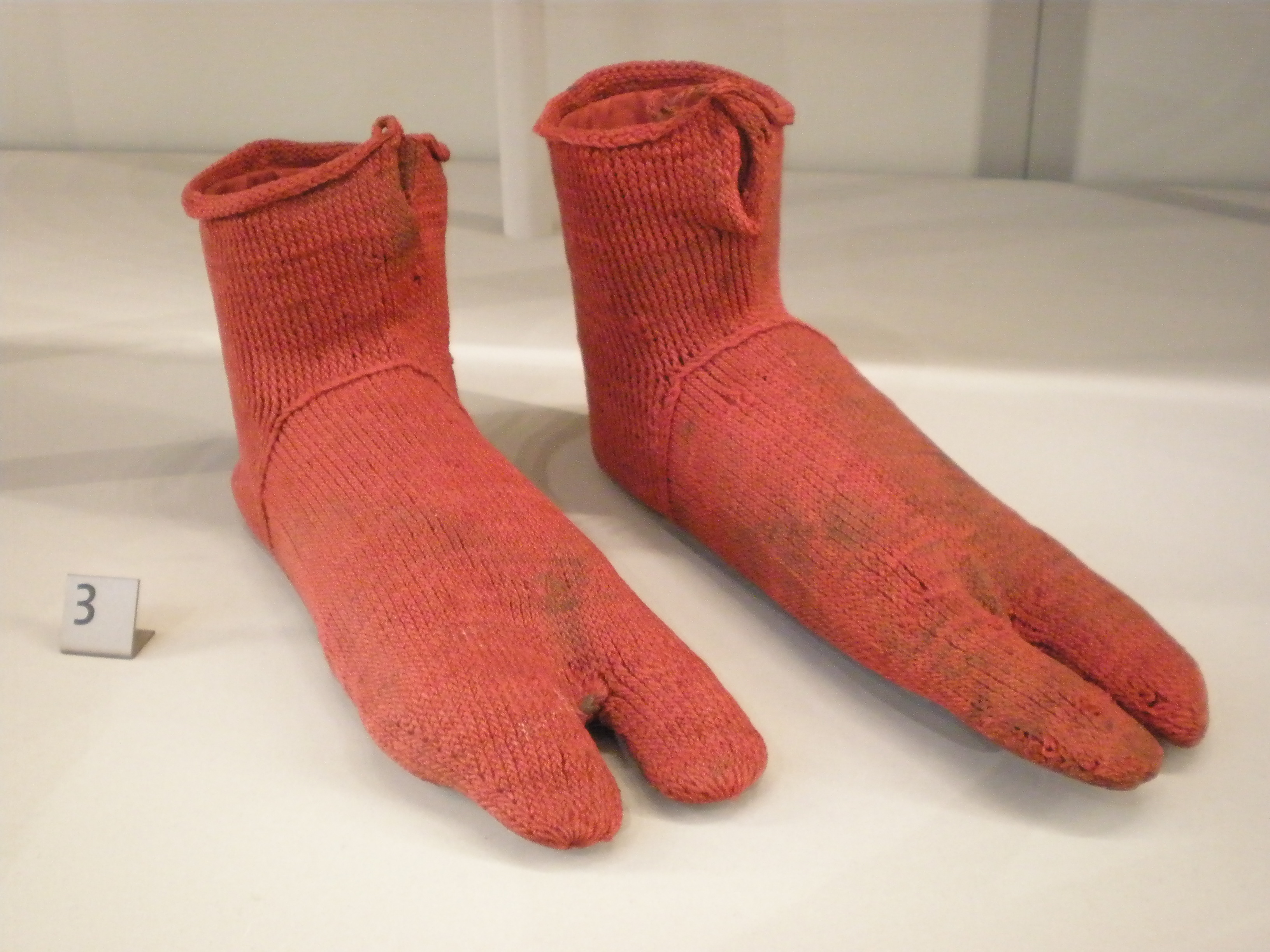
Para wełnianych skarpet pochodząca z Egiptu, 300-500 r.n.e.

Ścieg igłowy – technika włókiennicza pozwalająca wytwarzać rzędy łączących się pętelek z nieograniczonej długości nici lub przędzy. Praca tą techniką przebiega przy pomocy długiej igły trzymanej w jednej ręce i palców drugiej ręki. Formowanie wyrobu polega na wykonywaniu półkolistych pętelek, które łączą się ze sobą w szeregu i w każdym następnym rzędzie. W efekcie otrzymuje się strukturę przypominająca dzianinę, lecz bardziej od niej gładką, ścisłą i trwałą. Wyroby ściegu igłowego mogą być jednorodne, płaskie albo lekko wypukłe lub też o zróżnicowanej fakturze.
Najstarsze duńskie produkty wykonane tą techniką datowane są na epokę brązu, ścieg igłowy znany był także wśród egipskich Koptów w pierwszych wiekach naszej ery, a co najmniej od wczesnego średniowiecza na Bliskim Wschodzie, w krajach bałtyckich i skandynawskich. Ze względu na duże podobieństwo do dzianiny możliwe jest, że zabytkowe wyroby opisywane w publikacjach jako dziane wykonane są za pomocą ściegu igłowego, a ich prawidłowa identyfikacja wymaga szczegółowych badań technologicznych.
Wyroby ściegu igłowego służyły jako elastyczne i dobrze przylegające okrycia głowy, nóg i rąk. Czasochłonność ściegu igłowego przesądziła o tym, że został stopniowo wyparty przez, początkowo dwa, a potem większą ilość drutów stosowanych w dziewiarstwie. Niższa trwałość produktów dzianych została zaakceptowana ze względu na ich zdecydowanie szybszą produkcję. Do czasów współczesnych ścieg igłowy używany jest we włókiennictwie ludowym Skandynawii i Iranu.